# Jeff Watson
Jeff Watson, (Sacramento, 5 de novembro de 1956), é um guitarrista norte-americano. Conhecido originalmente como um dos fundadores e guitarristas da banda Night Ranger. Em 2007 deixou a banda para buscar outras experiências sendo substituído por Reb Beach para o restante da turnê do álbum Hole In The Sun. Watson está agora em turnê com o antigo vocalista do Styx, Dennis DeYoung. 

## Discografia

### Night Ranger
- Dawn Patrol (1982)
- Midnight Madness (1983)
- Seven Wishes (1985)
- Big Life (1987)
- Man In Motion (1988)
- Neverland (1997)
- Seven (1998)
- Hole In The Sun (2007)

### Mother's Army
- Mother's Army (1993)
- Planet Earth (1997)
- Fire On The Moon (1998)

### Solo
- Lone Ranger (1992)
- Around The Sun (1993)

### Participações especiais
- Maximum Security - Tony MacAlpine (1987)
- Guitar's Practicing Musicians - Coletânea Musical (1989)
- Southern Steel - Steve Morse (1991)
- San Francisco Days - Chris Isaak (1993)
- Forever Blue - Chris Isaak (1995)
- Guitar Farm - Steve Wolverton (2002)
- Arachnopobhiac - Michael Schenker Group (2003)
- Destroy All Monsters - Eric Martin (2004)